# Семёнов, Вячеслав Михайлович (дипломат)
Вячесла́в Миха́йлович Семёнов (26 августа 1923 — 25 октября 2017) — советский дипломат. Чрезвычайный и полномочный посол.

## Биография
Участник Великой Отечественной войны. Окончил Московский государственный институт международных отношений (МГИМО) МИД СССР (1948) и Высшую дипломатическую школу МИД СССР (1961). На дипломатической работе с 1948 года.
- В 1948—1954 годах — сотрудник центрального аппарата МИД СССР.
- В 1954—1955 годах — сотрудник аппарата Верховного комиссара СССР в Австрии.
- В 1955—1959 годах — сотрудник посольства СССР в Австрии.
- В 1959—1961 годах — слушатель ВДШ МИД СССР.
- В 1961—1965 годах — советник посольства СССР в Швейцарии.
- В 1965—1967 годах — сотрудник центрального аппарата МИД СССР.
- В 1967—1969 годах — советник посольства СССР в Республике Берег Слоновой Кости[1].
- В 1969—1972 годах — советник-посланник посольства СССР в Гвинее.
- В 1973—1975 годах — эксперт Второго африканского отдела МИД СССР.
- С 11 февраля 1975 по 24 июня 1980 года — чрезвычайный и полномочный посол СССР в Гвинее-Бисау[2][3].
- С 19 декабря 1975 по 24 июня 1980 года — чрезвычайный и полномочный посол СССР в Республике Острова Зелёного Мыса по совместительству[4].
- В 1980—1984 годах — заместитель заведующего Вторым африканским отделом МИД СССР[1].
- С 14 марта 1984 по 30 июня 1989 года — чрезвычайный и полномочный посол СССР в Гане[3].

Скончался 25 октября 2017 года на 95 году жизни.

## Награды и почётные звания
- Орден «Знак Почёта»[1]
- Медаль «За оборону Москвы»[1]
- Почётный работник Министерства иностранных дел Российской Федерации[1].